# Катаро-сомалийские отношения
Катаро-сомалийские отношения — двусторонние дипломатические отношения между Катаром и Сомали. Оба государства являются членами Организации Объединённых наций (ООН) и Лиги арабских государств.

## Обзор
Две страны официально установили дипломатические отношения в 1970 году. Катар поддержал и одобрил итоги Конференции по национальному примирению в Сомали, состоявшейся в Джибути в сентябре 2000 года. Кроме того, он поддержал конференции по примирению, проведённые как в Хартуме, так и в Джибути, с целью положить конец политическому кризису и кризису в области безопасности в Сомали.

## Сотрудничество в области развития
В марте 2015 года премьер-министр Сомали Омар Абдирашид Али Шермарк провёл переговоры с премьер-министром Катара Абдуллой бин Нассером бин Халифой Аль Тани. Встреча была посвящена укреплению инвестиционных, торговых и управленческих связей между обеими территориями с упором на инициативы по стабилизации. Она завершилась подписанием соглашения о сотрудничестве в сфере гражданской авиации и образования. По заявлению Шермарка, договор направлен на ускорение продолжающегося процесса восстановления и развития в Сомали и на поддержку создания рабочих мест на местном уровне. Согласно условиям соглашения, авиакомпания Qatar Airways планирует начать полёты в международный аэропорт Аден Адде  в Могадишо.
В августе 2019 года Катар запустил проект по строительству нового порта в Хобьо. Государство заявило, что проект принесёт пользу народу Сомали. Министерство портов Сомали заявило, что «запуск проекта по строительству порта Хобьо создаст рабочие места для сомалийских граждан и внесёт вклад в экономику страны».

## Соглашения
В 1983 году было подписано трудовое соглашение о найме сомалийских рабочих в Государстве Катар.

## Дипломатические миссии
Федеративная Республика Сомали имеет посольство в Дохе. Дипломатическую миссию возглавляет посол Абдиризак Фарах Али. Катар также имеет посольство в Могадишо, его возглавляет посол Хасан бин Хамза Асад Мохамед.